# 南荊州
南荆州，中国古代的州。
北魏延昌元年（512年）置南荆州，治所在安昌县（今河南省确山县西南），一说在今湖北省枣阳市南三十里。南朝梁大通二年（528年），北魏南荆州刺史李志归降南梁，大宝元年（550年），西魏夺取南荆州，西魏废帝三年（554年）废除南荆州。